# فرید پور
فرید پور (به لاتین: Faridpur) یک منطقهٔ مسکونی در بنگلادش است که در Faridpur Sadar Upazila واقع شده‌است. فرید پور ۶۶ کیلومتر مربع مساحت و ۱۲۲٬۴۲۵ نفر جمعیت دارد.